# Thunderbolts* (soundtrack)
Thunderbolts* (Original Motion Picture Soundtrack) is de originele soundtrack voor de Marvel Studios-film Thunderbolts*, gecomponeerd door Son Lux. Het album werd digitaal uitgebracht op 30 april 2025 door Hollywood Records.

## Achtergrond
De band Son Lux begon in de eerste week van februari 2025 met het opnemen van de muziek voor Thunderbolts* in de Abbey Road Studios in Londen, nadat lid Ryan Lott eerder de muziek had gecomponeerd voor Jake Schreiers film Paper Towns (2015).

## Tracklijst
Alle muziek is geschreven door Son Lux (Ryan Lott, Rafiq Bhatia, Ian Chang).
| 1.                 | There's Something Wrong with Me          | 1:32 |
| 2.                 | I Needed That Face                       | 0:43 |
| 3.                 | The Light Inside You Is Dim              | 1:22 |
| 4.                 | Last Assignment                          | 1:46 |
| 5.                 | I'm Not Here for You                     | 2:41 |
| 6.                 | Countdown                                | 2:22 |
| 7.                 | Forest Memory                            | 1:06 |
| 8.                 | The Climb                                | 1:46 |
| 9.                 | Walker's Memory                          | 1:01 |
| 10.                | Preparing for Lethal                     | 2:07 |
| 11.                | Every Man for Himself                    | 1:00 |
| 12.                | Maybe We'll All Get Out of Here Alive    | 2:00 |
| 13.                | First Flight                             | 1:25 |
| 14.                | Limo Chase                               | 2:04 |
| 15.                | It's Bucky!                              | 1:16 |
| 16.                | Welcome to the Watchtower (a)            | 1:03 |
| 17.                | To Be Chosen                             | 1:31 |
| 18.                | For the Glory                            | 0:50 |
| 19.                | Left the Door Unlocked                   | 0:57 |
| 20.                | Introducing Sentry                       | 0:44 |
| 21.                | Unimpeachable                            | 1:17 |
| 22.                | Penthouse Fight                          | 1:22 |
| 23.                | It's Not Robert You Need to Be Afraid Of | 1:19 |
| 24.                | I Don't See Your Mistakes                | 1:34 |
| 25.                | No Use Fighting                          | 3:06 |
| 26.                | Yelena's Choice                          | 1:53 |
| 27.                | Searching for Bob                        | 1:58 |
| 28.                | The Attic                                | 1:23 |
| 29.                | Show Us the Worst                        | 1:29 |
| 30.                | You Can't Even Save Yourself             | 2:57 |
| 31.                | Not Alone                                | 2:50 |
| 32.                | Thunderbolts*                            | 3:27 |
| Totale duur: 53:51 |                                          |      |

a: Dit nummer verwijst naar Alan Silvestri's thema uit The Avengers.